# Primera División de la República Federal de Yugoslavia 1995-96
La Primera División de la República Federal de Yugoslavia, en su temporada 1995-96, fue la 4ª edición del torneo; en esta participaron clubes de la actual Serbia y de Montenegro. El campeón fue el club Partizan de Belgrado, que consiguió el 14° título en su historial.

## Formato de competición
Los veinte mejores clubes del país participan en la competición que tiene lugar en dos fases distintas. En la primera, los equipos se dividen en dos grupos (1.A y 1.B) donde cada formación se enfrenta a sus rivales dos veces en casa y fuera. Al final de esta fase, los 6 primeros de Liga 1.A más los cuatro primeros de Liga 1.B acceden al grupo que disputará el título.
La segunda fase se lleva a cabo de una manera idéntica a la primera. Al final de la temporada, se suman puntos bonificados adquiridos durante la primera fase y se determina la clasificación final.
Al final de la temporada, para permitir el paso del campeonato de 20 a 12 equipos, los primeros 8 de Liga 1.A más los primeros cuatro de Liga 1.B formaran parte de la primera división de la próxima temporada, los otros ocho clubes más 6 ascensos formaran la Segunda Liga con 14 clubes.

## Primera Fase

### 1.A Liga
- Este grupo incluye los diez primeros clasificados de la temporada anterior.

| Pos | Club                   | PJ | PG | PE | PP | GF | GC | DG  | Pts |
| --- | ---------------------- | -- | -- | -- | -- | -- | -- | --- | --- |
| 1.  | Partizan Belgrado      | 18 | 14 | 4  | 0  | 52 | 9  | +43 | 46  |
| 2.  | Estrella Roja Belgrado | 18 | 14 | 1  | 3  | 49 | 16 | +33 | 43  |
| 3.  | Vojvodina Novi Sad     | 18 | 11 | 4  | 3  | 34 | 14 | +20 | 37  |
| 4.  | Radnički Niš           | 18 | 7  | 6  | 5  | 23 | 19 | +4  | 27  |
| 5.  | FK Bečej               | 18 | 7  | 6  | 5  | 28 | 16 | +12 | 27  |
| 6.  | Proleter Zrenjanin     | 18 | 6  | 3  | 9  | 19 | 31 | -12 | 21  |
| 7.  | Zemun Belgrado         | 18 | 5  | 4  | 9  | 20 | 26 | -6  | 19  |
| 8.  | OFK Belgrado           | 18 | 2  | 5  | 11 | 20 | 56 | -36 | 11  |
| 9.  | Napredak Kruševac      | 18 | 2  | 4  | 12 | 14 | 46 | -32 | 10  |
| 10. | Budućnost Podgorica    | 18 | 2  | 3  | 13 | 14 | 40 | -26 | 9   |

### 1.B Liga
- Este grupo incluye clubes clasificados entre el puesto 11° y 17° de la temporada anterior más los tres ascendidos de la segunda liga.

| Pos | Club                | PJ | PG | PE | PP | GF | GC | DG  | Pts |
| --- | ------------------- | -- | -- | -- | -- | -- | -- | --- | --- |
| 1.  | Čukarički Belgrado  | 18 | 10 | 8  | 0  | 34 | 6  | +28 | 38  |
| 2.  | Rad Belgrado        | 18 | 9  | 5  | 4  | 32 | 12 | +20 | 32  |
| 3.  | Mladost Lučani      | 18 | 8  | 5  | 5  | 26 | 20 | +6  | 29  |
| 4.  | Sloboda Užice       | 18 | 8  | 3  | 7  | 18 | 23 | -5  | 27  |
| 5.  | Hajduk Kula         | 18 | 5  | 8  | 5  | 16 | 18 | -2  | 23  |
| 6.  | Radnički Belgrado   | 18 | 6  | 4  | 8  | 29 | 32 | -3  | 22  |
| 7.  | Obilić Belgrado     | 18 | 6  | 4  | 8  | 28 | 34 | -6  | 22  |
| 8.  | Mladost Bački Jarak | 18 | 5  | 5  | 8  | 22 | 36 | -18 | 20  |
| 9.  | Borac Čačak         | 18 | 4  | 4  | 10 | 15 | 25 | -10 | 16  |
| 10. | FK Loznica          | 18 | 3  | 6  | 9  | 24 | 38 | -14 | 15  |

## Segunda Fase
- La clasificación de la segunda fase se calcula sumando los puntos obtenidos en esta fase más la bonificación obtenida de la primera fase y se determina la clasificación final.

### 1.A Liga
| Pos | Club                   | PJ | PG | PE | PP | GF | GC | DG  | Bonif | Pts |
| --- | ---------------------- | -- | -- | -- | -- | -- | -- | --- | ----- | --- |
| 1.  | Partizan Belgrado      | 18 | 13 | 3  | 2  | 51 | 17 | +34 | 18    | 60  |
| 2.  | Estrella Roja Belgrado | 18 | 9  | 5  | 4  | 27 | 16 | +11 | 16    | 48  |
| 3.  | Vojvodina Novi Sad     | 18 | 8  | 6  | 4  | 33 | 19 | +14 | 13    | 43  |
| 4.  | FK Bečej               | 18 | 9  | 6  | 3  | 18 | 19 | -1  | 8     | 41  |
| 5.  | Mladost Lučani         | 18 | 8  | 2  | 8  | 24 | 27 | -3  | 6     | 32  |
| 6.  | Čukarički Belgrado     | 18 | 4  | 6  | 8  | 23 | 23 | 0   | 11    | 29  |
| 7.  | Rad Belgrado           | 18 | 5  | 5  | 8  | 21 | 23 | -2  | 8     | 28  |
| 8.  | Proleter Zrenjanin     | 18 | 6  | 3  | 9  | 24 | 28 | -4  | 6     | 27  |
| 9.  | Radnički Niš           | 18 | 4  | 5  | 9  | 19 | 37 | -18 | 9     | 26  |
| 10. | Sloboda Užice          | 18 | 2  | 3  | 13 | 10 | 41 | -31 | 5     | 14  |

### 1.B Liga
| Pos | Club                | PJ | PG | PE | PP | GF | GC | DG  | Bonif | Pts |
| --- | ------------------- | -- | -- | -- | -- | -- | -- | --- | ----- | --- |
| 11. | Zemun Belgrado      | 18 | 10 | 3  | 5  | 29 | 14 | +15 | 7     | 40  |
| 12. | Borac Čačak         | 18 | 10 | 2  | 6  | 24 | 13 | +11 | 2     | 34  |
| 13. | Hajduk Kula         | 18 | 8  | 4  | 6  | 20 | 20 | 0   | 6     | 34  |
| 14. | Budućnost Podgorica | 18 | 8  | 5  | 5  | 15 | 14 | +1  | 3     | 32  |
| 15. | Obilić Belgrado     | 18 | 8  | 2  | 8  | 20 | 18 | +2  | 5     | 31  |
| 16. | OFK Belgrado        | 18 | 8  | 3  | 7  | 23 | 22 | +1  | 4     | 31  |
| 17. | FK Loznica          | 18 | 7  | 4  | 7  | 23 | 22 | +1  | 2     | 27  |
| 18. | Mladost Bački Jarak | 18 | 7  | 2  | 9  | 18 | 25 | -7  | 4     | 27  |
| 19. | Napredak Kruševac   | 18 | 6  | 3  | 9  | 22 | 27 | -5  | 3     | 24  |
| 20. | Radnički Belgrado   | 18 | 2  | 4  | 12 | 13 | 32 | -19 | 7     | 17  |

- Clubes ascendidos a Segunda Liga 1996/97: Spartak Subotica, Sutjeska Nikšić, Železnik Belgrado, Budućnost Valjevo, OFK Kikinda, Rudar Pljevlja

- Máximo Goleador: Vojislav Budimirović (FK Čukarički Stankom) 23 goles